# Пухновская волость

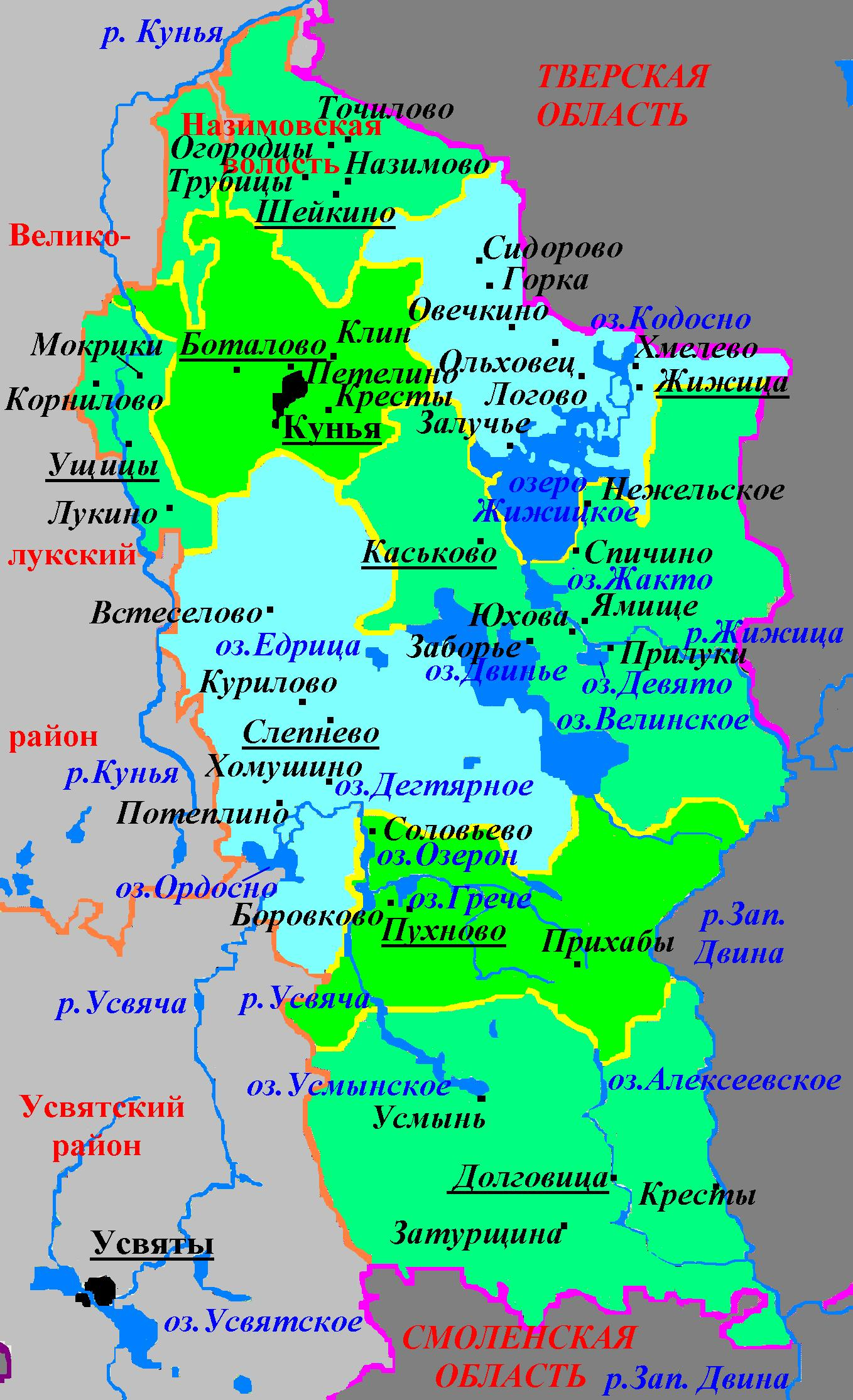
Административное деление Куньинского района в 2005—2015 гг.

Пухновская волость — административно-территориальная единица 3-го уровня и муниципальное образование со статусом сельского поселения в Куньинском районе Псковской области России.
Административный центр — деревня Пухново.

## География
Территория волости граничит на севере с Куньинской, на северо-востоке — с Каськовской волостями Куньинского района, на западе — с Усвятским районом Псковской области, на юге — с Велижским районом Смоленской области, на востоке — с Западнодвинским районом Тверской области.
На территории Пухновской волости расположены озёра: Усмынское (7,6 км², глубиной до 5,6 м), Озерон или Петрово-Мартьяновское озеро (3,1 км², глубиной до 3,8 м), Грече (или также: Гречно, Пухновское или Липицкое; 1,8 км², глубиной до 5,4 м), Алексеевское (1,1 км², глубиной до 16,4 м), Никулинское или Шурыгинское (0,8 км², глубиной до 12,8 м), Городно или Хлыстово (0,8 км², глубиной до 12,3 м), Выдрие (0,4 км², глубиной до 4 м), Росно (0,3 км², глубиной до 10 м), Черногуз или Ковалевское (0,3 км², глубиной до 1,5 м), Городно (0,17 км², глубиной до 18,0 м), Милицино (0,12 км², глубиной до 2,3 м) и др.

## Население
| 2002  | 2010  | 2012  | 2013  | 2014  | 2015 | 2016  |
| ----- | ----- | ----- | ----- | ----- | ---- | ----- |
| 590   | ↗769  | ↘729  | ↘684  | ↘640  | ↘628 | ↗1372 |
| 2017  | 2018  | 2019  | 2020  | 2021  |      |       |
| ↘1348 | ↘1291 | ↘1240 | ↘1229 | ↘1030 |      |       |

Суммарная численность населения Пухновской волости с присоединением упразднённой Долговицкой волости по состоянию на 1 января 2015 года составляет 1404 человека.

## Населённые пункты
В состав Пухновской волости входят 75 населённых пунктов:
| №  | Населённый пункт | Тип     | Население |
| -- | ---------------- | ------- | --------- |
| 1  | Альфимково       | деревня | ↘18       |
| 2  | Андроново        | деревня | ↘44       |
| 3  | Бараново         | деревня | ↘22       |
| 4  | Блехово          | деревня | ↘16       |
| 5  | Боброедово       | деревня | →0        |
| 6  | Боровка          | деревня | ↘63       |
| 7  | Боровково        | деревня | ↘144      |
| 8  | Боровые          | деревня | ↘11       |
| 9  | Борок            | деревня | →0        |
| 10 | Бренево          | деревня | ↘11       |
| 11 | Булавкино        | деревня | ↗28       |
| 12 | Бурщина          | деревня | ↘3        |
| 13 | Войлово          | деревня | ↘19       |
| 14 | Выдрие           | деревня | ↘4        |
| 15 | Вырвино          | деревня | →6        |
| 16 | Гладыши          | деревня | ↘16       |
| 17 | Глисное          | деревня | ↘1        |
| 18 | Городец          | деревня | ↘0        |
| 19 | Городно          | деревня | ↘17       |
| 20 | Губа             | деревня | ↘20       |
| 21 | Долговица        | деревня | ↘137      |
| 22 | Дубровка         | деревня | ↘2        |
| 23 | Еремино          | деревня | ↘1        |
| 24 | Ермолово         | деревня | ↘3        |
| 25 | Жигули           | деревня | →24       |
| 26 | Завыйково        | деревня | →0        |
| 27 | Задорожье        | деревня | ↘5        |
| 28 | Затурщина        | деревня | ↘22       |
| 29 | Карпово          | деревня | ↘1        |
| 30 | Кленовка         | деревня | ↘1        |
| 31 | Ковали           | деревня | ↘8        |
| 32 | Козинцево        | деревня | ↘4        |
| 33 | Косилово         | деревня | ↘10       |
| 34 | Коханино         | деревня | →2        |
| 35 | Кресты           | деревня | ↘130      |
| 36 | Кузьмино         | деревня | ↘2        |
| 37 | Липицы           | деревня | ↘12       |
| 38 | Лисичино         | деревня | ↘17       |
| 39 | Лопатуха         | деревня | ↘5        |
| 40 | Манёво           | деревня | ↘26       |
| 41 | Мельница         | деревня | ↘0        |
| 42 | Метино           | деревня | →1        |
| 43 | Миняково         | деревня | ↘2        |
| 44 | Неупокоица       | деревня | ↘0        |
| 45 | Никулино         | деревня | ↘26       |
| 46 | Орехново         | деревня | ↘0        |
| 47 | Осиновка         | деревня | ↘0        |
| 48 | Паньково         | деревня | ↘9        |
| 49 | Петрово          | деревня | ↘2        |
| 50 | Полонейка        | деревня | ↘21       |
| 51 | Потащня          | деревня | ↗8        |
| 52 | Починки          | деревня | ↘2        |
| 53 | Прихабы          | деревня | ↘168      |
| 54 | Пузаново         | деревня | ↘13       |
| 55 | Пурышкино        | деревня | ↘4        |
| 56 | Пустынники       | деревня | ↗8        |
| 57 | Пухново          | деревня | ↘212      |
| 58 | Росно            | деревня | ↘0        |
| 59 | Ростани          | деревня | ↘13       |
| 60 | Сафоново         | деревня | ↗14       |
| 61 | Селище           | деревня | ↘0        |
| 62 | Симакино         | деревня | ↘0        |
| 63 | Соловьёво        | деревня | ↘18       |
| 64 | Тетеревни        | деревня | →0        |
| 65 | Титово           | деревня | ↗1        |
| 66 | Усмынь           | село    | ↘281      |
| 67 | Устье            | деревня | ↘3        |
| 68 | Хлебаниха        | деревня | ↘7        |
| 69 | Холм             | деревня | ↘15       |
| 70 | Хухово           | деревня | ↘2        |
| 71 | Частые           | деревня | ↘10       |
| 72 | Четверня         | деревня | ↘0        |
| 73 | Шевачево         | деревня | ↘7        |
| 74 | Широни           | деревня | ↘5        |
| 75 | Ясеновка         | деревня | ↘4        |

## История
Постановлением Псковского областного Собрания депутатов от 26 января 1995 года все сельсоветы в Псковской области были переименованы в волости, в том числе Пухновский сельсовет был превращён в Пухновскую волость.
Законом Псковской области от 28 февраля 2005 года в границах Пухновской, Западно-Двинской (с центром в д. Прихабы) и Крестовской  (с центром в д. Кресты)  волостей было также создано муниципальное образование Пухновская волость со статусом сельского поселения с 1 января 2006 года в составе муниципального образования Куньинский район со статусом муниципального района.
С января 2006 до апреля 2015 года в состав Пухновской волости входила 31 деревня: Пухново, Альфимково, Бараново, Боровково, Бренево, Булавкино, Ермолово, Липицы, Манево, Мельница, Неупокоица, Орехново, Петрово, Сафоново, Симакино, Соловьёво, Титово, Частые, Прихабы, Борок, Глясное, Городец, Городно, Губа, Меняково, Осиновка, Полонейка, Пустынники, Селище, Хлебаниха, Ясеновка.
Законом Псковской области от 30 марта 2015 года была упразднена Долговицкая волость, территория которой 11 апреля 2015 года была включена в состав Пухновской волости.